# Calobatinus
Genre
Synonymes
- Calobatella Börner, 1913 nec Mick, 1898

Calobatinus est un genre de collemboles de la famille des Lepidocyrtidae.

## Distribution
Les espèces de ce genre se rencontrent en Afrique subsaharienne.

## Liste des espèces
Selon Checklist of the Collembola of the World (version du 26 août 2019) :
- Calobatinus erythraeus Silvestri, 1918
- Calobatinus grassei (Denis, 1942)
- Calobatinus occidentalis Silvestri, 1918
- Calobatinus rhadinopus (Börner, 1913)

## Publications originales
- Silvestri, 1918 : Contribuzionc alla conoscenza dei Termitidi e termitofili dell' Africa occidentale. Bollettino del Laboratorio in Portici, vol. 12, p. 287-346 (texte intégral).
- Börner, 1913 : Neue Cyphoderinen. Zoologischer Anzeiger, vol. 41, p. 274-284 (texte intégral).